# Калидаса
Калидаса је био индијски песник и драматург, један од најпознатијих писаца на санскриту. Живео је највероватније око 400. године у време Гупта царства. Описан је као један од девет „драгуља“ на двору краља Викрамадитје. Дела су му била инспирисана Хинду митологијом и филозофијом.
Осим о његовим делима, ништа се са сигурношћу не може рећи о Калидасином животу. Према легенди песник је био познат по својој лепоти, због чега се у њега заљубила принцеза којом се касније и оженио. Међутим, према истој легенди, Калидаса није био нарочито образован, и принцеза се стидела његовог незнања и грубости. Као посвећени поштовалац богиње Кали (његово име у буквалном преводу значи Калиин слуга), Калидаса је позвао у помоћ богињу када је одлучио да почини самоубиство, након што му се супруга ругала. Уместо тога, она га је наградила изузетним даром разума. Тада је постао најсјајнији од „девет драгуља“. Легенда такође каже да га је убила куртизана у Шри Ланци за време владавине Кумарадаса.
Нека од његових најпознатијих дела су: „Малавикагнимитра“, „Шакунтала“, „Викраморвашија“, „Малавика и Агнимитра“ итд.

## Младост
Научници су спекулисали да је Калидаса можда живио близу Хималаја, у близини Уџајина, и у Калинги. Та хипотеза је базирана на Калидасином детаљном опису Хималаја у његовом делу Кумарасамбхава, приказу његове љубави за Уџајин у Мегхадути, и његовим високо хваљеним описима Калинганског цара Хемангада у Рагхувамши (шестом поглављу).
Лакшми Дхар Кала (1891-1953), санскритски научник и Кашмоири Пандит, су написали књигу са насловом Родно мјесто Калидаса (1926), која покушава да пронађе место рођења Калидасе на основу његових списа. Они су извели закључак да је Калидаса рођен у Кашмиру, али да се преселио на југ, и да је тражио покровитељство локалних владара да би напредовао. Наведени докази из Калидасиног дела обухватају:
- Опис флоре и фауне која се може наћи у Кашмиру, али не у Уџајину или Калинги: биљка шафран, дрво деодар, мошусни јелен итд.
- Опис географских својстава карактеристичних за Кашмир: ледењачка језера, пропланци etc.
- Спомињање неких места мање важности која се, према Калу, могу идентификовати с местима у Кашмиру. Та места су мало позната изван Кашмира, и стога, нису могла да буду позната некоме то није у блиском контакту с Кашмиром.
- Референце на поједине легенде Кашмирског порекла, као што је она о Никумби (поменута у Кашмирском тексту Ниламата Пурана); помињање (у Шакунтали) легенде о Кашмиру који је створен од језера. Ова легенда, поменута у Nilamata Purana, наводи да је племенски вођа Ананта испустио језеро да би убио демона. Ananta је именовао локацију бившег језера (сад копна) „Кашмир“, по његовом оцу Кашјапи.
- Према Калу, Шакунтала је алегоријска драматизација Пратијабинске филозофије (гране кашмирског шивајизма). Калу даље наводи да та грана није била позната изван Кашмира у то време.

Према фолклору, Калидаса је изворно био необразована особа. Он је оженио за принцезу. Његова супруга га је подстакла да проучава поезију, и касније је постао велики песник. Једна друга легенда наводи да је он посетио Кумарадаса, краља Шри Ланке, раније познате као Цејлон, и да је због неке издаје, Калидаса био увијен тамо.

### Период
Неколико древних и средњовековних књига наводе да је Калидаса био дворски песник краља по имену Викрамадитја. За овог легендарног краља се каже да је владао из Уџајина око 1. века п. н. е. Дое научне заједнице верује да овај легендарни Викрамадитја уопште није историјска фигура. Постоје други краљеви који су владали из Уџајина и усвојили назив Викрамадитја, најпознатији од којих су Чандрагупта II (владао 380 – 415) и Јасодхарман (6. век).
Најпопуларнија теорија је да је Калидаса радио током владавине Чандрагупте II, и да је стога живео око 4—5. века. Неколико западних научника су подржавали ову теорију, још од времена Вилијама Џонса и А. Б. Кита. Многи индијски научници, као што су Васудев Вишну Мираши и Рам Гупта, такође стављају Калидасу у овај период. По овој теорији, његова каријера могла је трајати до владавине Кумарагупте  (који је био на власти 414 – 455), као и Скандагупта (који је владао током 455 – 467).
Најранији палеографски докази о Калидаси су нађени у Санскритском натпису из око 473. године, који је пронађен у храму сунца Мандсаур. Његово име, заједно са именом песника Бхаравија, је такође поменуто у запису у камену датираном на 634. годину пронађеном код Ајхола, који је лоциран у данашњој Карнатаки.

### Теорија вишеструких Калидаса
Неки научници, укључујући М. Сринивасачаријара и Т. С. Нарајана Састра, сматрају да сви радови приписани „Калидаси“ нису дело једне особе. Према Сринивасачаријару, писци из 8. и 9. века указују на постојање три познате књижевне фигуре које деле име Калидаса. Ти писци су Девендра (аутор Кави-Калпа-Лата), Рајашекара и Абхинанда. Састри наводи да су радови те тројице Калидаса следећи:
1. Калидаса алијас Матригупта, аутора Сету-Банда и три представе (Abhijñānaśākuntalam, Mālavikāgnimitram и Vikramōrvaśīyam).
2. Калидаса алијас Медхарудра, аутора Kumārasambhava, Meghadūta и Raghuvaṃśa.
3. Калидаса алијас Котијита: аутора Ṛtusaṃhāra, Shyamala-Dandakam и Srngaratilaka између осталих радова.

Састри помиње још шест књижевних фигура под називом „Калидаса“: Паримала Калидаса алијас Падмагупта (аутор дела ), Калидаса алијас Јамакакавија (аутора дела Nalodaya), Нава Калидаса (аутор дела ), Калидаса Акбарија (аутор неколико загонетки), Калидаса VIII (аутор дела Lambodara Prahasana), и Абхинава Калидаса алијас Мадхава (аутор дела Sankshepa-Sankara-Vijayam).
Према К. Кришнамуртију, речи „Викрамадитја“ и „Калидаса“ су кориштене као заједничка имена за опис било ког покровитеља и сваког дворског песника.

## Радови

### Позоришни комади
Калидаса је написао три позоришна комада. Међу њима, Абијнанасакунталам („О Шакунтали препознатом по токену”) генерално се сматра ремекделом. То је био један од првих санскритских радова који су преведени на енглески, и након тога је преведен на многе језике.
- Малавикагниматрам („Који се односе на Малавику и Агнимитра”) казује причу о краљу Агнимитри, који се заљубио у слику прогнане служавке по имену Малавика. Кад је краљица открила страст свог мужа према тој девојци, она се разбеснела и бацила Малавик у затвор. Међутим судбина није то дозволила. Малавика је заправо истински рођена принцеза, те је афера била озакоњена.
- Абијнанасакунталам („Сећања на Шакунталу”) казује причу о краљу Душјанти који је, док је био на ловачком путу, срео Шакунталу, усвојену ћерку мудраца, и оженио ју је. Догодила им се несрећа кад је био сазван назад на двор: Шакунтала, трудна са њиховим дететом, нехотично је увредила гостујућег мудраца и на њу је бачена клетва, по којој ће је Душјанти потпуно заборавити док не види прстен који јој је оставио. На свом путу на Душјантин двор у узнапредовалом стању трудноће, она изгуби прстен, те је морала да оде с двора непрепозната. Прстен је нашао рибар који је препознао краљевски жиг и вратио га Душјанти, коме се враћа сећање на Шакунталу и покушава да је пронађе. Гете је био фасциниран Калидасиним делом Абијнанасакунталам, делу које је постало познато у Европи, након што је преведено са енглеског на немачки.
- Викраморвасијам („Који се односе на Викрама и Урваши”) казује причу о смртном краљу Пуруравасу и небеској нимфи Урваши који се заљубљују. Као бесмртник, она мора да се врати на небо, где један несрећни удес узрокује да је она послата назад на Земљу као смртник са клетвом да ће умрети (и тако се вратити на небо) оног момента кад њен љубавник види дете које ће му родити. Након серије несрећних случаја, укључујући Урвашијину привремену трансформацију у лозу, клетва је подигнута, и љубавницима је дозвољено да остану заједно на Земљи.

### Поеме

#### Епови
Калидаса је аутор две епске поема, Рагувамса („Династија Рагу”) и Кумарасамбава (Рођење 'Кумара' или Субраманја).
- Рагувамса је епска поема о краљевима Рагу династије.
- Кумарасамбава описује рођење и адолесценцију богиње Парвати, и њен брак са Лордом Шивом.

#### Мале песме
Калидаса је исто тако написао две кандакавјасе (мање поеме):
- Његова описна поема:[18] Ртусамара описује шест сезона приповедајући искуства двоје љубавника у свакој од сезона.[N 1]
- Његова елегична поема: Калидаса је креирао свој сопствени жанр поезије са овом поемом[18] Мегадута, (у преводу „Гласник облака”[18]) која је прича о Јакши који покушава да пошаље поруку својој љубавници путем облака. Калидаса је поставио ову поему да буде у 'мандакранта' метрици, која је позната по својој лирској милозвучности. То је једна од Калидасиних најпопуларнијих поема и бројна тумачења овог његовог рада су написана.

#### Преводи
Монгомери Скајлер, млађи је објавио библиографију издања и превода драме Шакунтале док је припремао свој рад „Библиографија санскритске драме”. Скајлер је касније завршио своју библиографску серију драмских радова Калидасе путем компајлирања библиографија издања и превода Викраморвасија и Малавикагнимитре. Сер Вилијам Џонс је објавио енглески превод Сакунтале 1791. године, а Ртусамару је објавио као оригинални текст током 1792. године.

## Каснија култура
Многи научници су написали коментаре о радовима Калидасе. Међу најпроученијим коментарима су и они које је написао Колачала Малината Сури, који је деловао у 15. веку током владавине вијајанагурског краља, Деве Раје II. Најранији сачувани коментари потичу из 10. века, а написао их је кашмирски научник Валабадева. Еминентни санскритски песници као што су Банабата, Јаједева и Рајасекара изобилно су хвалили Калидасу због њихових доприноса. Добро познати санскритски стих („Upamā Калидасаsya...”) похваљује његову вештину поређења (upamā). Анандавардана, високо цењени критичар, сматра да је Калидаса био један од највећих санскритских песника свих времена. Од стотина пре-модерних санскритских коментара о Калидасиним радовима, само је фракција била објављена у њихово време. Такви коментари приказују знаке да је Калидасина поезија трпела промене у односу на своје оригинално стање током векова ручних копирања, и вероватно услед конкурентних усмених традиција које су постојале паралелно са писаном традицијом.
Калидасина Абијнанасакунталам је била један од првих радова индијске књижевности који је постао познат у Европи. То дело је прво било преведено на енглески, и затим са енглеског на немачки, где је примљено са зачуђеношћу и фасцинацијом међу еминентним песницима, чиме су обухваћени Хердер и Гете.
Калидасин рад је и даље евоцирао инспирацију међу уметничким круговима у Европи током касног 19. века и раног 20. века, што је евидентно по скулптури Шакунтала вајарке Камиј Клодел.
Кудијатамски уметник и научник Натја Шастре Мани Мадава Чакјар (1899–1990) кореографирала је и изводила популарне Калидасине позоришне комаде укључујући Абијнанасакунталу, Викраморвасију и Малавикагнимитру.
Индијски филм на канадском језику Махакави Калидаса (1955), у коме играју Хонапа Багаватер и Б. Сароједеви, и касније филм Кавиратна Калидаса (1983), са Ражкумаром и Јајапрадом у главним улогама, су били базирани на Калидасином животу. Кавиратна Калидаса је исто тако користио Калидасину Шакунталу као под-радњу филма. В. Шантарам је направио хинди филм Стри (1961) на бази Калидасине Шакунтале. Р.Р. Чандран је направио тамилски филм Махакави Калидас (1966) на бази Калидасиног живота. Добитник Шевалије ордена Надигар Тилагам Сиваји Ганесан играо је улогу самог песника. Филм Махакави Калидасу (Телугу, 1960) са Акинени Нагесвара Раом у главној улози је слично томе базиран на Калидасином животу и раду.
Хинди позоришни комад Сурендра Верме Атаван Сарга објављен 1976. године је базиран на легенди да Калидаса није могао да заврши свој еп Кумарасамбава зато што га је била проклела богиња Парвати, због срамотног описа њеног брачног живота са Лордом Шивом у осмом спеву. Представа приказује Калидасу као дворског песника Чандрагупту који се суочава са судском истрагом по инсистирању свештеника и неких других моралиста његовог времена.
Асти Кашчилд Вагартијам је санскритски позоришни комад са пет чинова који је написао Кришна Кумар 1984. године. Прича комада је варијација популарне легенде по којој је Калидаса био ментално заостао једно време и да је његова жена била одговорна за његов преображај. Калидаса, ментално заостали пастир, је ожењен за Видиотаму, учену принцезу, кроз заверу. Када је открила да је преварена, Видиотама протерује Калидасу, тражећи од њега да стекне ученост и славу ако жели да настави њихову везу. Она даље условљава да ће по његовом повратку он морати да одговори на питање, Asti Kashchid Vāgarthah („Да ли постоји нешто посебно у изразу?”), на начин којим би она била задовољна. У догледно време, Калидаса стиче знање и песничку славу. Калидаса почиње Кумарсамбаву, Рагувамсу и Мегадуту са речима Asti („постоји”), Kashchit („нешто”) и Vāgarthah („изговорена реч и његово значење”).
Дело Бишнупада Батачарје „Калидас о Робиндронат” је компаративна студија Калидасе и бенгалског песника Рабиндраната Тагора.
Ашад Ка Ек Дин је позоришни комад базиран на фикционализованм елементима Калидасиног живота.

## Утицаји
Калидаса је имао велики утицај на неколико санскритски радова, у свој индијској литератури. Он је исто тако знатно утицао на Рабиндраната Тагора. Мегадутамски романтизам је препознатљив у Тагоровим поемама о монсунима. Санскритски позоришни комади Калидасе су утицали на европску литературу касног осамнаестог и раног деветнаестог века. Према Дејлу Карнегију, оцу савремене медицине Сер Вилијам Ослер је увек имао на свом радном столу поему коју је написао Калидаса.